# Les Nouveaux Partisans
Singles de Dominique Grange
Pousse, Jeannot (Pousse sur ton vélo)
(1975)
 (mars 2025).
Si vous disposez d'ouvrages ou d'articles de référence ou si vous connaissez des sites web de qualité traitant du thème abordé ici, merci de compléter l'article en donnant les références utiles à sa vérifiabilité et en les liant à la section « Notes et références ».
Les Nouveaux Partisans, ou Nous sommes les nouveaux partisans, est une chanson écrite et composée en 1968 par Dominique Grange pour le mouvement maoïste de la Gauche prolétarienne (GP) dont elle est alors une militante active. Au moment où Dominique Grange compose cet hymne, elle participe au mouvement des « établis », travaillant en usine dans la banlieue de Nice.
Le titre et les paroles de ce chant expriment sans ambiguïté les penchants de la Gauche prolétarienne pour un anticapitalisme violent et la lutte armée, ainsi que leur identification à la Résistance et en particulier aux Francs-tireurs et partisans (FTP).
Le titre fait allusion au célèbre Chant des Partisans qui fut l’hymne de la Résistance intérieure française.

## Histoire
En 2005, sur le deuxième CD de la compilation L'Utopie toujours de Dominique Grange, une version courte est interprétée par François Béranger.
En 2008, à l'occasion de la commémoration des 40 ans de Mai 68, Dominique Grange et son époux Jacques Tardi ont sorti un album CD de chansons révolutionnaires, 1968-2008, n’effacez pas nos traces, dont fait partie entre autres Les Nouveaux Partisans.
En 2011, la Compagnie Jolie Môme a sorti un CD Paroles de mutins dans lequel ils reprennent Les Nouveaux Partisans.
En 2013, pour l'anniversaire des 45 ans de Mai 68, l'enregistrement original de la chanson Les Nouveaux Partisans figure sur l'album de Dominique Grange, intitulé Notre longue marche.
En 2021, ce même enregistrement est réédité pour la promotion de l'album de bande dessinée de Tardi, Élise et les Nouveaux Partisans.

## Discographie
- Les Nouveaux Partisans (45T auto-géré de Dominique Grange, 1968)[3].

- L'Utopie toujours (compilation épuisée - 17 chansons de Dominique Grange sur 2 CD + livret illustré par Tardi), Edito Musiques/Mélodie (DG 01-02), janvier 2005 [4]

CD 1 : Bavure - Gueule noire - La Voix des prisons - Hammam palace - Le Vieux - Soirée paisible sur la banlieue - Les Anges de la mort - On achève bien les chevaux - Un jour à faire sa valise.
CD 2 : La Pègre - Grève illimitée - Chacun de vous est concerné - À bas l'état policier - Les Nouveaux Partisans - Cogne en nous le même sang - Tous ces mots terribles - Les Nouveaux partisans (version courte, par François Béranger).
- 1968-2008… N’effacez pas nos traces ! (livret illustré par Tardi), Juste une Trace (AMOC 092036842313), mars 2008 [5]

Grève illimitée - Chacun de vous est concerné - Pierrot est tombé - La Commune est en lutte - Le Sang - Entre océan et cordillère - Petite fille du silence - Les Rivières souterraines - Paris, ce printemps-là - Toujours rebelles, toujours debout - Le Temps des cerises - Droit d'asile - La Pègre - Les Nouveaux Partisans - N'effacez pas nos traces !
- Paroles de Mutins de la Compagnie Jolie Môme

Les pirates - L’hymne des femmes - Si j’avais su - C’est dans la rue qu’ça s’passe - La crise - Ébullition - Big brother - Ouch ouille aïe aïe - Si tu vois le père noël - Près de chez moi - Son de la barricada - Démocratie policière - Les Nouveaux Partisans - Lilith
- Notre Longue Marche (19 enregistrements d'origine de Dominique Grange), Juste une Trace (AMOC840814628191), avril 2013[6]

N'effacez pas nos traces ! - La pègre - Grève illimitée - Dégage ! Dégage ! Dégage ! - La Commune est en lutte - Pierrot est tombé - Cogne en nous le même sang - Entre océan et cordillère - Les rivières souterraines - Au ravin des enfants perdus (Chanson pour Vauquois) - Laisse-moi passer, sentinelle ! - Le déserteur - Les Nouveaux Partisans - Chacun de vous est concerné - Gueule noire - Les anges de la mort - Droit d'asile - À bas l'État policier ! - Toujours rebelles, toujours debout !